# Aspsavblomfluga
Aspsavblomfluga (Brachyopa pilosa) är en tvåvingeart som beskrevs av Collin 1939. Aspsavblomfluga ingår i släktet savblomflugor, och familjen blomflugor. Arten är reproducerande i Sverige. Inga underarter finns listade i Catalogue of Life.